# O minciună gogonată
O minciună gogonată (titlu original: Big Fat Liar) este un film american de comedie din 2002 regizat de Shawn Levy și produs de Brian Robbins și Mike Tollin. Este creat în genurile aventuri, de comedie, cu adolescenți. Rolurile principale au fost interpretate de actorii Frankie Muniz, Paul Giamatti, Amanda Bynes, Amanda Detmer, Donald Faison, Lee Majors, Russell Hornsby și Kenan Thompson. Scenariul este scris de Dan Schneider  pe baza unei povestiri de Schneider și Brian Robbins.

## Prezentare
Marty Wolf (Giamatti) este un producător de film care fură lucrarea scrisă la școală de Jason Shepherd (Muniz), un elev de 14 ani. Cu ajutorul acestei lucrări Marty realizează  un film de mare succes. Jason și prietenii săi vin la Los Angeles pentru ca Marty să recunoască că scenariul este opera lui Jason. Marty refuză să spună adevărul și astfel începe o răzbunare în stil mare împotriva lui.

## Distribuție
- Frankie Muniz - Jason Shepherd
- Paul Giamatti - Marty Wolf
- Amanda Bynes - Kaylee
- Donald Faison - Frank Jackson
- Russell Hornsby - Marcus Duncan
- Amanda Detmer - Monty Kirkham
- Michael Bryan French - Harry Shepherd
- Christine Tucci - Carol Shepherd
- Alex Breckenridge - Janie Shepherd
- Sandra Oh - Ms. Phyllis Caldwell
- Rebecca Corry - Astrid Barker
- Jaleel White - rolul său
- Lee Majors - Vince
- Sean O'Bryan - Leo
- Amy Hill - Jocelyn Davis
- John Cho - Dusty Wong
- Taran Killam - Bret Callaway
- Jake Minor  -Aaron
- Kyle Swann - Brett
- Sparkle (born Rachel Glusman) - bunica Pearl
- Ted Rooney -  profesoara plictisită
- Chris Ott -  Shandra Duncan
- Brian Turk - The Masher
- John Gatins - George
- Don Yesso - Rocko Malone
- Pat O'Brien -  rolul său

## Producție
Filmările au avut loc la Universal Studios Hollywood, platourile Flash Flood, Los Angeles International Airport, precum și în Glendale, Monrovia, Pasadena și Whittier, California. Cheltuielile de producție s-au ridicat la 15 milioane $.

## Lansare și primire
A avut încasări de 53 de milioane $.